# … und deine Liebe auch
… und deine Liebe auch ist ein deutscher Spielfilm der DEFA von Frank Vogel aus dem Jahr 1962. Es war der erste Spielfilm der DDR, der den Bau der Berliner Mauer thematisierte.

## Handlung
Berlin am 12. August 1961: Ullrich Sittich, von Freunden „Ulli“ und von Kollegen „Wellensittich“ genannt, arbeitet als Elektromonteur in einem Ost-Berliner Glühlampenwerk. Es ist der Geburtstag seiner verstorbenen Pflegemutter, die ihn als Kind nach dem Tod der Eltern 1945 bei sich aufgenommen und zusammen mit ihrem leiblichen Sohn Klaus großgezogen hatte. Klaus lebt ebenfalls in Berlin, arbeitet als Taxifahrer in West-Berlin und spielt regelmäßig Zahlenlotto. Auch er will zum Grab der Mutter gehen, als Geldbriefträgerin Eva an seiner Tür klingelt. Klaus hat als Teil einer Tippgemeinschaft über 100 Mark gewonnen und lädt die junge Eva spontan für den Abend ein. Am Grab seiner Mutter trifft er wenig später Ulli an. Zu zweit gehen sie zum Treffpunkt und warten auf Eva. Auch Ulli ist von ihr angetan und Eva tanzt mit beiden Brüdern.
Gegen Mitternacht begeben sie sich angetrunken zu Ullis Wohnung, will der Funkamateur doch mit seinem Freund Alfredo in Kuba in Kontakt treten. Alfredo ist jedoch nicht zu erreichen. Nachdem Ulli Eva ein Lied gesungen hat, klingelt es plötzlich an der Tür. Ulli gibt vor, auf Arbeit gebraucht zu werden, und geht. In Wirklichkeit beginnt der Bau der Berliner Mauer und Ulli muss als Parteigruppenorganisator wie viele andere Arbeiter auch zum Betriebskampfgruppeneinsatz. Er ahnt, dass Klaus die neue Entwicklung hart treffen wird, kann er nun doch im Westen nicht mehr arbeiten. Er ist wiederum erleichtert, hat er doch bisher vergeblich versucht, Klaus auf den rechten Weg zu bringen. Während seines Dienstes an der Grenze zu Westberlin erhält Ulli Besuch von Alfredo aus Kuba, der beruflich nach Berlin gekommen ist. Gemeinsam singen sie am Wachpunkt Oberbaumbrücke das Lied Somos socialistas, pa’lante y pa’lante (span.: „Wir sind Sozialisten, schreiten voran und schreiten voran“).
Klaus verliert seine Arbeit, bemüht sich jedoch auch nicht um eine neue Anstellung. Eines Nachts überrascht er Eva in ihrer Wohnung und schläft mit ihr. Eva, die vorher unsicher war, welchen der beiden Männer sie mehr liebt, entscheidet sich nun für Klaus, dessen Forschheit sie beeindruckt. Ulli hat sich unterdessen für Eva entschieden und trennt sich von seiner Freundin Margot. Zu spät erkennt er, dass Eva und Klaus ein Paar sind. Er versucht vergeblich, Eva zu vergessen. Für Klaus setzt er sich unterdessen ein und verschafft ihm eine Stelle als Autoschlosser in der Reparaturwerkstatt seines Betriebes. Klaus jedoch ist unzufrieden, reagiert auch Eva gegenüber, mit der er zusammenlebt, immer häufiger aggressiv und schlägt sie schließlich im Streit. Sie packt ihre Sachen und zieht zurück zu ihrer früheren Wirtin. Der Schritt fällt ihr besonders schwer, ist sie doch von Klaus schwanger, der davon nichts weiß. Sie will Ulli von ihrer Schwangerschaft berichten, zumal sich beide zueinander hingezogen fühlen. Als er ihr am Tag der geplanten Aussprache jedoch begeistert erzählt, dass er für sechs Wochen beruflich nach Kuba zu einem Gegenbesuch fahren wird, versucht sie vergeblich, ihn zurückzuhalten. Auf sein Unverständnis reagiert sie mit Ablehnung und geht.
Als Briefträgerin muss Eva eines Tages Klaus ein Einschreiben überbringen: Er hat mit seiner Tippgemeinschaft in Westberlin 5000 DM im Lotto gewonnen, die seine Freunde „drüben“ für ihn aufbewahren werden. Der Drang, in den Westen zu fliehen, wird für Klaus immer stärker, zumal er sich mit dem Geld eine Existenz aufbauen könnte. Eva will unterdessen das ungewollte Kind abtreiben lassen und begibt sich zu ihrer früheren Mitschülerin Ilse, die als Fürsorgerin arbeitet. Sie will von ihr wissen, zu wem sie wegen einer Abtreibung gehen kann, doch Ilse verweigert eine Antwort. Wenig später erscheint Klaus bei Eva und macht ihr klar, dass er in den Westen fliehen und sie mitnehmen will. Eva sagt ihm, dass sie von ihm schwanger ist und nicht mit ihm kommen werde. Sie wirft ihn aus der Wohnung.
Einige Zeit später kehrt Ulli aus Kuba zurück. Sein erster Weg führt ihn zu Eva, die ihm am Abend ihre Schwangerschaft gestehen will, beim ersten Sehen jedoch nur auf Klaus’ Fluchtpläne verweist. Ulli sucht Klaus auf, findet die Wohnung jedoch verlassen vor. Er findet ihn nachts auf dem Friedhof nahe der Berliner Grenze, auf dem ihre Mutter beerdigt wurde. Es kommt zu einem Zweikampf. Als Klaus mit einer Leiter zur Mauer rennt, verrät Ulli ihn durch lautes Rufen. Er eilt ihm zudem hinterher und will ihn von der Leiter ziehen. Die Grenzposten werden auf beide aufmerksam und eröffnen das Feuer. Ulli wird in die Schulter getroffen und kommt ins Krankenhaus. Klaus wird inhaftiert und zu mehreren Jahren Gefängnis verurteilt.
Eva besucht Ulli im Krankenhaus und erzählt ihm nun endlich von ihrer Schwangerschaft. Ulli reagiert zurückhaltend, doch macht Eva deutlich, dass sie und Klaus keine gemeinsame Zukunft haben. Zwar besucht sie Klaus im Gefängnis, sagt jedoch, dass sie nicht auf ihn warten werde. Der Dezember ist ins Land gegangen und der Silvestertag bricht an. Ulli wurde aus dem Krankenhaus entlassen und feiert Silvester mit Kollegen. Kurz vor dem Jahreswechsel begibt er sich zu Eva, die allein mit ihrer Wirtin feiert. Er hat erkannt, dass er mit ihr zusammenbleiben will. Das Kind wird im Kommunismus aufwachsen und das ist das Wichtigste.

## Produktion
… und deine Liebe auch wurde ab 1961 in Berlin – zu den Drehorten zählten der Rosenthaler Platz, die Oberbaumbrücke, der Volkspark am Weinbergsweg mit dem Heinrich-Heine-Denkmal, der VEB Berliner Glühlampenwerk und das Postamt N 54 – sowie auf Kuba gedreht. Die Außenaufnahmen waren Anfang März 1962 beendet, die Atelieraufnahmen liefen bis Ende März 1962. Die Kostüme schuf Werner Bergemann, die Filmbauten stammen von Werner Zieschang.
Wollten Regisseur Vogel und Drehbuchautor Wiens zunächst einen Film um einen Fernfahrer in beiden Berliner Teilen drehen, passten sie ihren Film den aktuellen Ereignissen um den Bau der Berliner Mauer an. Wiens galt als besonders linientreu, sodass sein Drehbuch den „unbedingt zu begrüßenden Mauerbau…“ deutlich hervorhob. Der in Schwarz-Weiß gedrehte Film entstand weitgehend improvisiert. Zwar stand die grobe Handlung fest, doch planten Vogel und Wiens, den Film parallel zu den tatsächlichen Ereignissen um den Mauerbau und danach zu drehen. Die Filmhandlung beginnt am 12. August 1961 und endet am 1. Januar 1962. Da zahlreiche Szenen mit versteckter Kamera den Alltag in Berlin einfangen, zogen einige Kritiker Parallelen zum dokumentaren Charakter des Cinéma vérité. Gleichzeitig existierte für die Außenaufnahmen kein konkretes Drehbuch mit Dialogen, das zum Teil erst während des Drehs entstand. Der Film ersetzt Dialoge über weite Strecken durch die Gedanken der Figuren, die die Darsteller Erzähler-gleich als Monologe einsprechen. „Man sieht das Gesicht des Schauspielers, seine Mimik und hört seine Stimme. Er spricht, was er denkt. Ein wenig erinnert das allerdings an ein Unding, nämlich an eine Pantomime, die erklärt werden muß“, kritisierte Carl Andrießen in der Weltbühne.
… und deine Liebe auch erlebte am 27. September 1962 seine Premiere und lief am 13. September 1963 erstmals auf DFF 1 im Fernsehen der DDR. Auf der Berlinale 1991 lief der Film im Rahmen einer Retrospektive.

## Kritik
Die zeitgenössische Kritik der DDR lobte den Film als den „wesentlichste[n] Gegenwartsfilm der letzten DEFA-Jahre. Daß es dazu ein leiser, zärtlicher, sehr menschlicher Film ist, eine kleine Alltagsgeschichte, zählt in unseren Breitengraden doppelt.“
Für den film-dienst war … und deine Liebe auch ein „politisch-propagandistischer Liebesfilm; die erste DEFA-Produktion, die den Mauerbau thematisierte. Interessant die formalen Bezüge zum Cinéma verité: Dokumentarische Elemente werden geschickt mit einer eher didaktischen Spielhandlung verbunden.“
Andere Kritiker hoben rückblickend hervor, dass der Film „zuallererst von der dokumentarisch erfaßten Atmosphäre des Sommers 1961 in Ostberlin“ lebe: „Die Vorgänge zwischen Eva, Klaus und Ulli werden in eine festgelegte Konstellation eingefügt und profitieren von der Ausstrahlung der Schauspieler.“ Die Figurenentwicklung sei wiederum nicht psychologisch begründet und die Monologe der Darsteller wirken rückblickend „teilweise angestrengt und schwülstig“, so die Kritik.

## Auszeichnung
Das Filmkollektiv von … und deine Liebe auch, bestehend aus Regisseur Frank Vogel, Kameramann Günter Ost, Komponist Hans-Dieter Hosalla und Dramaturg Willi Brückner, wurde am 19. April 1963 mit dem Heinrich-Greif-Preis I. Klasse ausgezeichnet.